# Гинзбург, Рут Бейдер
Рут Бе́йдер Ги́нзбург (англ. Ruth Bader Ginsburg, урождённая Джо́ан Рут Бе́йдер (англ. Joan Ruth Bader); 15 марта 1933 — 18 сентября 2020) — американский юрист, судья Верховного суда США. Гинзбург была назначена президентом Биллом Клинтоном и приняла присягу 10 августа 1993 года. Она была второй судьёй-женщиной Верховного суда США после Сандры Дэй О’Коннор и первой женщиной-судьёй иудейского вероисповедания. Гинзбург после отставки О’Коннор и до назначения Сони Сотомайор была единственной женщиной — членом Верховного суда. В этот период Гинзбург стала более жёсткой в особых мнениях, что было отмечено обозревателями и в популярной культуре. Обычно она рассматривается как принадлежащая к либеральному крылу суда. Гинзбург является автором значимых мнений большинства, в том числе «Соединённые Штаты против Вирджинии», «Олмстед против L.C.» и «Friends of the Earth, Inc. против Laidlaw Environmental Services, Inc.».
Бейдер родилась в Бруклине, Нью-Йорк, в семье евреев-иммигрантов. Её старшая сестра умерла когда Рут было чуть больше года, а её мать, одна из её самых больших источников вдохновения, умерла незадолго до того, как Бейдер окончила среднюю школу. Затем она получила степень бакалавра в Корнеллском университете и вышла замуж за Мартина Гинзбурга, а позднее поступила в Гарвардскую юридическую школу, где была одной из немногих женщин в своем классе. Затем Гинзбург перешла в юридическую школу Колумбийского университета, которую окончила одной из первых в своём выпуске.
После окончания юридической школы Гинзбург стала преподавателем высшей школы. В должности профессора юридической школы Рутгерс и Колумбии она преподавала гражданское делопроизводство и была одной из немногих женщин в своей области. Гинзбург провела значительную часть своей юридической карьеры в качестве правозащитницы, занималась защитой гендерного равенства и прав женщин и выиграла несколько дел в Верховном суде. Она выступала в качестве юриста-добровольца Американского союза гражданских свобод и была членом совета директоров и одного из его общих советов в 1970-х годах. В 1980 году президент Джимми Картер назначил ее в Апелляционный суд США по округу Колумбия, где она работала до своего назначения в Верховный суд США.

## Ранняя жизнь и образование
Джоан Рут Бейдер родилась 15 марта 1933 года в Бруклине, Нью-Йорк, и стала второй дочерью Селии (урожденная Амстер) и Натана Бейдеров, которые жили в бруклинском районе Флэтбуш. Её отец был еврейским иммигрантом из Одессы, которая на момент его отъезда была в составе Российской империи, а её мать родилась в Нью-Йорке в семье австрийских евреев. Старшая дочь Бейдеров, Мэрилин, умерла от менингита в возрасте шести лет, когда Рут было 14 месяцев. Семья называла Джоан Рут «Кики», прозвищем, которое дала ей Мэрилин за то, что она пиналась. Когда «Кики» пошла в школу, Селия обнаружила, что в её классе было несколько других девушек по имени Джоан, поэтому она предложила учителю во избежание путаницы называть её дочь «Рут». Хотя семья Бейдеров не была набожной, она ходила в Еврейский центр Ист-Мидвуда, консервативную синагогу, где Рут узнала принципы еврейской веры и приобщилась к ивриту.
Селия играла активную роль в образовании своей дочери и часто водила её в библиотеку. Селия в юности была хорошей ученицей и окончила среднюю школу в возрасте 15 лет, однако не смогла продолжить своё образование, поскольку её семья предпочла отправить в колледж её брата. Она хотела, чтобы её дочь получила больше образования, что, по её мнению, позволило бы Рут стать учительницей истории в средней школе. Рут посещала среднюю школу Джеймса Мэдисона, которая позднее посвятила в её честь зал судебных заседаний. Селия в свои последние годы боролась с раком и умерла за день до того, как Рут окончила среднюю школу.
Рут поступила в Корнеллский университет в Итаке, где стала членом общества Alpha Epsilon Phi. Во время учебы в Корнеллском университете она познакомилась со своим будущим мужем, Мартином Гинзбургом. 23 июня 1954 года она окончила Корнелл со степенью бакалавра искусств в области государственного управления. Рут была членом общества Phi Beta Kappa и студенткой с наибольшим количеством баллов в своем классе. Спустя месяц после окончания университета Бейдер вышла за Гинзбурга. Она последовала за своим мужем в Форт-Силле, штат Оклахома, куда он был назначен офицером корпуса подготовки офицеров запаса (ROTC). В возрасте 21 года она начала работу в офисе службы социального обеспечения в Оклахоме, где позднее была понижена в должности после того, как забеременела своим первым ребенком. В 1955 году у Рут родилась дочь.
Осенью 1956 года Гинзбург поступила в Гарвардскую юридическую школу, где она стала одной из девяти женщин в классе из около 500 человек. Как сообщается, Эрвин Грисволд, декан школы, спросил у студенток, в том числе Гинзбург, «как вы оправдываете то, что вы заняли место квалифицированного мужчины?». Когда её муж устроился на работу в Нью-Йорк, Гинзбург перешла в юридическую школу Колумбийского университета и стала первой женщиной в составе коллегии двух юридических журналов: Harvard Law Review и Columbia Law Review. В 1959 году она получила степень доктора юриспруденции и стала одной из первых в своём выпуске.

## Начало карьеры
В начале своей судебной карьеры у Гинзбург были трудности в поиске работы. В 1960 году судья Верховного суда Феликс Франкфуртер отклонил кандидатуру Гинзбург на должность клерка из-за её пола. Она была отвергнута, несмотря на сильную рекомендацию от Альберта Маркса Сакса, который был профессором, а затем деканом Гарвардской юридической школы. Профессор юридической школы Колумбии Джеральд Гютер также настаивал на том, чтобы судья Эдмунд Л. Палмери из Федерального окружного суда Соединённых Штатов по Южному округу Нью-Йорка взял Гинзбург на должность клерка, угрожая никогда больше не рекомендовать Палмери другого выпускника Колумбийской школы, если тот не предоставит Гинзбург возможность проявить себя, заодно гарантировав, что он найдёт судье замену, если Гинзбург потерпит неудачу. Позже в том же году Гинзбург начала работать на судью Палмери и занимала должность в течение двух лет.

### Преподавание
С 1961 по 1963 год Гинзбург была научной сотрудницей, а затем ассоциированным директором Проекта по международному процессу юридического факультета Колумбийского университета, она изучила шведский язык, для того чтобы вместе с Андерсом Брюзелием написать книгу по гражданскому процессу в Швеции. Для подготовки этой книги Гинзбург также провела обширные исследования в Лундском университете в Швеции. Время, проведённое Гинзбург в Швеции, также повлияло на её взгляды о гендерном равенстве. Она вдохновилась наблюдением за изменениями в Швеции, где женщины составляли от 20 до 25 процентов всех студентов-юристов; а одна из судей, за которой Гинзбург наблюдала во время своих исследований, была на восьмом месяце беременности и по-прежнему работала.
В 1963 году Гинзбург получила первую профессорскую должность на юридическом факультете университета Рутгерс. Однако назначение было не без недостатков: Гинзбург сообщили, что ей будут платить меньше, чем её коллегам-мужчинам, поскольку у её мужа была хорошо оплачиваемая работа. В то время, когда Гинзбург начала заниматься преподавательской деятельностью, в Соединённых Штатах было менее двадцати женщин-профессоров права. Она занимала в университете Рутгерс должность профессора права, главным образом гражданского процесса, с 1963 по 1972 год, а постоянную позицию получила в 1969 году.
В 1970 году Гинзбург выступила соучредителем юридического журнала Women's Rights Law Reporter, который был первым журналом в США, посвященным правам женщин. С 1972 по 1980 годы она преподавала в Колумбийском университете, где стала первой женщиной с бессрочным договором, и написала в соавторстве патронажный журнал по делам по дискриминации по полу. Также она провела год в центре перспективных исследований в области поведенческих наук, с 1977 по 1978 годы.

### Правозащита

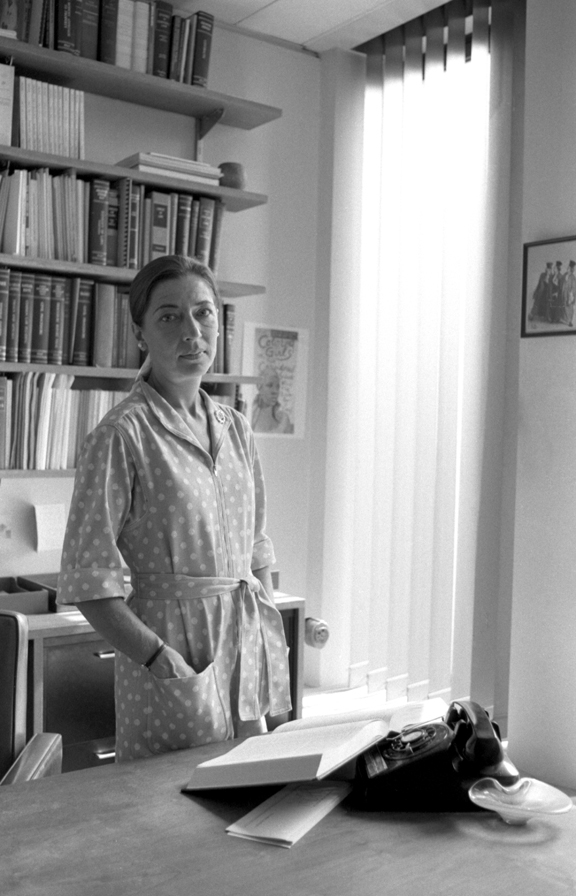
Рут Бейдер Гинзбург в 1977 году

В 1972 году Гинзбург стала соучредительницей Проекта по правам женщин в Американском союзе защиты гражданских свобод (ACLU), и в 1973 году стала генеральным советником ACLU. К 1974 году Проект по правам женщин и связанные с ним проекты ACLU приняли участие в разборе более 300 дел по дискриминации по полу. В качестве директора Проекта по правам женщин она между 1973 и 1976 годами участвовала в шести судебных процессах, поданных в Верховный суд, и выиграла пять из них. Вместо того чтобы просить суд прекратить всю гендерную дискриминацию сразу, Гинзбург выбрала другой подход — она ставила целью конкретные дискриминирующие статуты и опиралась на каждую последующую победу. Она тщательно выбирала истцов, время от времени выбирая мужчин для демонстрации того, что гендерная дискриминация вредна как женщинам, так и мужчинам.
Под прицелом Гинзбург были и те законы, которые на первый взгляд были полезны для женщин, но на деле усиливали представление о том, что женщины должны быть зависимы от мужчин. Стратегия Гинзбург также влияла и на выбор слов, она выступала за использование слова «gender» (с англ. — «гендер») вместо «sex» (с англ. — «пол, секс») после предположения своего секретаря, что слово «sex» будет отвлекать судей. Она приобрела репутацию квалифицированной правозащитницы, и её работа привела к прекращению дискриминации по половому признаку во многих областях права.
Гинзбург написала бриф к делу «Рид против Рида», 404 U.S. 71 (1971), при решении которого Верховный суд распространил действие положения о равной защите Четырнадцатой поправки к Конституции США на женщин. Она помогла выиграть дело «Фронтьеро против Ричардсона», 411 U.S. 677 (1973), которое оспаривало статут, затрудняющий женщине-военнослужащей получение увеличенного пособия для своего мужа по сравнению с мужчиной-военнослужащим, добивающемся аналогичного пособия для своей жены. Гинзбург утверждала, что статут рассматривает женщин как неполноценных, и Верховный суд, проголосовав 8-1, вынес решение в её пользу.
Суд также вынес решение в её пользу в деле «Вайнбергер против Визенфельда», 420 U.S. 636 (1975), где Гинзбург представляла вдовца, которому было отказано в выплате пособий по утере кормильца в рамках Social Security. Условия Social Security позволяли получать пособие во время ухода за детьми вдовам, но не вдовцам. Гинзбург утверждала, что статут дискриминирует мужчин, не предоставляя им той же защиты, что и женщинам.
В «Крэйг против Борена», 429 U.S. 190 (1976) Гинзбург написала бриф в качестве amicus curiae и участвовала в качестве советницы по делу, оспаривавшем закон штата Оклахома, в котором для мужчин и женщин устанавливались разные минимальные возрастные ограничения по распитию алкогольных напитков. Впервые суд наложил так называемое «промежуточное рассмотрение» на закон, дискриминирующий по признаку пола; повышенный уровень Конституционного обзора. Последним её делом, рассмотренным в Верховном суде, и в котором она участвовала в качестве правозащитницы, было «Дюрен против Миссури», 439 U.S. 357 (1979), которое оспаривало добровольность участия женщин в судах присяжных; в то время как для мужчин оно было обязательным. Она утверждала, что участие в суде присяжных является обязанностью любого гражданина, и поэтому оно не должно быть необязательным для женщин. В конце выступления Гинзбург тогдашний судья Верховного суда Уильям Ренквист спросил её: «Значит, вы не удовольствуетесь портретом Сьюзен Б. Энтони на новом долларе?». Гинзбург вспоминала, что она хотела ответить «мы не удовольствуемся мелочами», но в итоге решила не отвечать на вопрос совсем.
Юристы и адвокаты отдают должное работе Гинзбург в отношении значительного улучшения прав женщин, которые покрываются конституционным Положением о равной защите. Все юридические победы Гинзбург, взятые вместе, отвадили законодательные собрания от различного отношения к женщинам и мужчинам в рамках применения законодательств. Она продолжала работать над Проектом по правам женщин в ACLU, пока её не назначили в Федеральный суд в 1980 году. Позже Антонин Скалиа, её коллега, похвалил правозащитные навыки Гинзбург: «она стала ведущей и очень успешной защитницей прав женщин — так сказать, Тэргудом Маршаллом своего дела».

## Судебная карьера

### Апелляционный суд США по округу Колумбия

Гинзбург с Президентом Джимми Картером в 1980 году

14 апреля 1980 года президент Джимми Картер выдвинул кандидатуру Гинзбург на должность судьи Апелляционного суда США по округу Колумбия, которая стала вакантной после смерти Гарольда Левенталя. Она была утверждена Сенатом Соединенных Штатов 18 июня 1980 года и получила своё назначение в тот же день. Её служба в Апелляционном суде США была прекращена 9 августа 1993 года в связи с назначением судьёй Верховного суда США.

### Верховный суд США

Гинзбург официально принимает назначение от президента Билла Клинтона 14 июня 1993 года

14 июня 1993 года президент Билл Клинтон назначил Гинзбург судьей Верховного суда, после отставки Байрона Уайта. Её порекомендовала Клинтону генеральный прокурор США Джанет Рено (Janet Reno), по предложению сенатора-республиканца от штата Юта Оррина Хэтча. На момент выдвижения кандидатуры Гинзбург считалась умеренной. Постоянный комитет по профессиональному правосудию Американской ассоциации юристов Standing Committee on the Federal Judiciary оценил Гинзбург как «высококвалифицированную», что является самой высокой оценкой для будущего судьи.

Председатель суда Уильям Ренквист принимает присягу Гинзбург в качестве судьи Верховного суда в присутствии её мужа Мартина Гинзбурга и президента Клинтона

Она получила назначение 5 августа 1993 года и принесла присягу судьи 10 августа 1993 года.

### Правовая практика Верховного суда
Гинзбург охарактеризовала своё поведение в суде как осторожный подход к вынесению приговора. Касс Санстейн охарактеризовал Гинзбург как «рационального минималиста», юриста, который старается осторожно строить решение на прецеденте, а не подталкивать Конституцию к своему собственному видению:10–11.

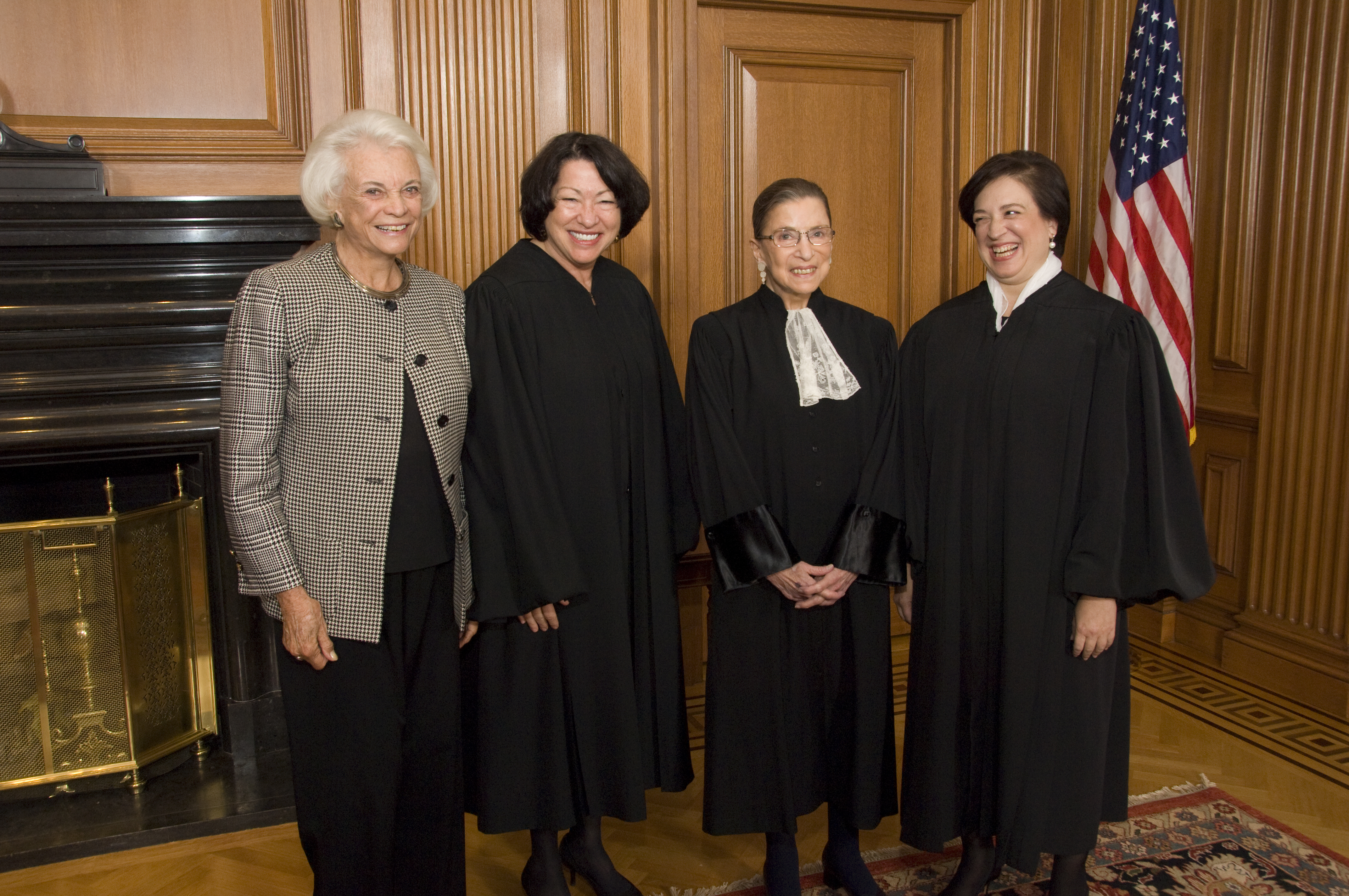
Сандра Дэй О’Коннор, Соня Сотомайор, Гинзбург и Елена Каган, 1 октября 2010 года.

После ухода на пенсию судьи Сандры Дэй О’Коннор в 2006 году, Гинзбург осталась единственной женщиной в суде. Линда Гринхаус из The New York Times назвала последующий период 2006—2007 годов «временем, когда судья Рут Бейдер Гинзбург обрела свой голос и использовала его». Этот период ознаменовал также первый случай, когда Гинзбург зачитывала многочисленные несогласия — тактика, использованная для обозначения сильного несогласия с большинством.
После отставки судьи Джона Пола Стивенса, Гинзбург стала старшим членом «либерального крыла» суда. Когда суд разделялся по 5-4 идеологическим признакам и либеральные судьи были в меньшинстве, Гинзбург часто имела право назначать авторство особого мнения из-за своего старшинства.
Гинзбург является автором заключения суда в деле United States v. Virginia (1996) о правилах приема Virginia Military Institute (VMI) только для мужчин как нарушении пункта о равной защите Четырнадцатой поправки. VMI — это престижное государственное военное учреждение, которое не принимало женщин. По мнению Гинзбург, государственный субъект, такой как VMI, не мог использовать гендер для отказа женщинам в возможности посещать VMI с его уникальными образовательными методами. Гинзбург подчеркнула, что правительство должно предоставить «чрезвычайно убедительное обоснование» для использования классификации по признаку пола.

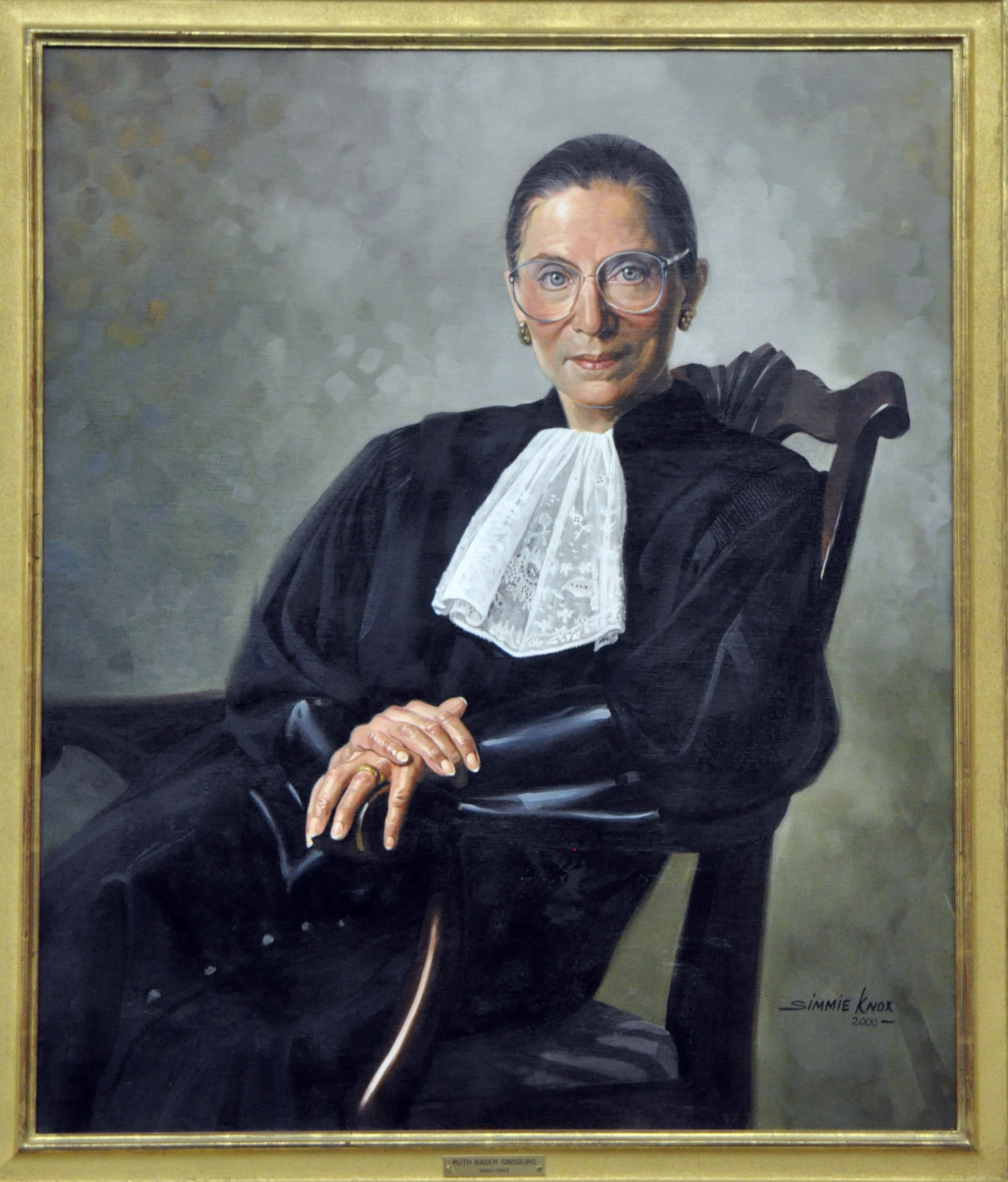
Портрет Гинзбург в 2000 г.

Гинзбург не согласилась с решением суда по делу Ledbetter v. Goodyear, (2007), дело, когда истица Lilly Ledbetter подала иск против своего работодателя, требуя отмены дискриминации в оплате труда по признаку пола в соответствии с разделом VII Закона о гражданских правах (1964). В решении большинство интерпретировало срок давности как начало работы во время каждого платежного периода, даже если женщина не знала, что ей платят меньше, чем ее коллеге-мужчине. Гинзбург посчитала результат абсурдным, отметив, что женщины часто не знают, что им платят меньше, и поэтому было несправедливо ожидать, что они будут действовать при каждой зарплате. Она также обратила внимание на нежелание женщин в сферах, где преобладают мужчины, поднимать шум, подавая иски на небольшие суммы, предпочитая вместо этого подождать, пока неравенство не накапливается. В рамках своего несогласия Гинзбург призвала Конгресс внести поправки в Раздел VII, чтобы отменить решение суда с помощью законодательства. После избрания президентом Барака Обамы в 2008, Lilly Ledbetter Fair Pay Act, облегчивший сотрудникам возможности выиграть иски о дискриминации в оплате труда, стал законом. Гинзбург приписывают помощь в создании закона.

#### Право на аборт
Гинзбург обсудила свои взгляды на аборты и гендерное равенство в 2009 году в интервью New York Times, в котором она сказала: «главное, что правительство не имеет права делать этот выбор за женщину». Хотя Гинзбург неизменно поддерживала право на аборт и присоединилась к мнению суда об отмене закона об ограничении права на аборт Небраски в деле Stenberg v. Carhart (2000), к 40-летию решения суда в деле Роу против Уэйда (1973), она раскритиковала решение по делу Роу как прекращение зарождающегося демократического движения за либерализацию законов об абортах, что могло бы привести к более прочному консенсусу в поддержку прав на аборт.
Гинзбург была в меньшинстве в деле Gonzales v. Carhart, (2007), поддерживающего ограничения на частичный аборт. В своем несогласии Гинзбург выступила против решения большинства отложить рассмотрение законодательных выводов о том, что процедура небезопасна для женщин. Гинзбург сосредоточила свое возмущение на том, как Конгресс пришел к своим выводам, и на их достоверности. Присоединяясь к большинству за Whole Woman's Health v. Hellerstedt (2016), дело, которое отменило части 2013 года закона Техаса, регулирующие исполнителей абортов, Гинзбург также написала краткое мнение, в котором было еще более критично рассмотрела законодательство. Она утверждала, что закон направлен не на защиту здоровья женщин, как заявлял Техас, а, скорее, на ограничение доступа женщин к абортам.

## В культуре

### Кино
Главная героиня художественного фильма «По половому признаку» (2018 год, США). Режиссёр Мими Ледер, в роли Гинзбург — Фелисити Джонс.
Персонаж двух эпизодов («The Court Supreme» [4 сезон, 17 серия] и «Last Call» [5 сезон, 13 серия, завершающая сезон и сериал в целом]) телесериала «Юристы Бостона», связанных с появлением главных героев на слушаниях в Верховном суде США. Роль Гинзбург исполняет Роз Уитт.
В 5 сезоне сериала «Хорошая борьба» её призрак является главной героине сериала Диане Локхард.
В 12 сезоне 6 серии сериала «Теория большого взрыва» Раджеш Кутрапали, один из главных героев, был в неё одет на Хэллоуин. 
В 10 сезоне 5 серии сериала «Американская семейка» Алекс Данфи, одна из главных героинь, была одета в нее на Хэллоуин. 

### Филателия
В 2023 году Почтовая служба США выпустила марку в её честь.

## Личная жизнь
Рут Гинзбург была замужем за юристом Мартином Гинзбургом, это был счастливый брак, её муж поддерживал её во время лечения от раковых заболеваний, помогал готовить завтрак, следил, что пишет пресса относительно её работы в Верховном суде. Когда Мартин Гинзбург умер в 2010, Рут Гинзбург стало труднее бороться с болезнями без любимого мужа.
У Рут и Мартина Гинзбургов родились дочь и сын.

### Комментарии
1. ↑  По словам Гинзбург, судья Уильям О. Дуглас нанял первую женщину-клерка Верховного суда в 1944 году, а вторая женщина-юрист была нанята только в 1966 году[21].
2. ↑  Гинзбург упомянула Дороти Кеньон и Паули Мюррей в качестве соавторов брифа в знак признания их вклада в правозащиту феминизма[38].
3. ↑  Ginsburg remained the only female justice on the court until Sotomayor was sworn in on August 7, 2009.[54]
4. ↑  The 2018 case of Sessions v. Dimaya marked the first time Ginsburg was able to assign a majority opinion, when Justice Neil Gorsuch voted with the liberal wing. Ginsburg assigned the opinion to Justice Elena Kagan.[58]